# Eternal Fiction
Eternal Fiction ist ein Jazzalbum von Mario Rom’s Interzone. Die 2020 entstandenen Aufnahmen erschienen am 15. Januar 2021 auf Traumton Records.

## Hintergrund
Eternal Fiction ist das vierte Album des Trios Mario Rom’s Interzone, das neben Mario Rom (Trompete und Flügelhorn) aus Lukas Kranzelbinder (Bass) und Herbert Pirker (Schlagzeug) besteht. Rom legte mit der 2011 gegründeten Band legte zuvor die Alben Nothing is True (2012), Everything is Permitted (2015) und Truth is Simple to Consume (2017) vor. 
Philosophische und konzeptionelle Bezugspunkte für die Musik des Trios sind u. a. Themen aus David Cronenbergs Film Naked Lunch (1991) und dem zugrunde liegenden gleichnamigen Roman des amerikanischen Autors William S. Burroughs, der schon immer eine zentrale Rolle im künstlerischen Schaffen der Band gespielt hat. Neben Einflüssen zeitgenössischer Spielformen des Jazz kommt die Offenheit des Trios für frühere Jazzstile in einem Interview mit Alison Bentley zu dem Album zum Ausdruck, in dem die Musiker einen gelegentlichen Bezug zum Dixieland (ebenso wie zu AvantPop) erwähnen; der Titel „Matala“ mit seinem eher statischen Groove-Rhythmus ist inspiriert vom Chicago Blues.

## Titelliste
- Mario Rom's Interzone: Eternal Fiction (Traumton 4694)[5]

1. Are We Real?	3:13
2. No Measure of Health	1:16
3. Eternal Fiction	4:42
4. You'll Find Me No More	6:23
5. Lion Care	4:40
6. What You Say?	6:27
7. Responsibility	6:10
8. Matala	5:43
9. Phenomenon	5:10
10. Chant for the Voiceless	6:05
11. Here's To Another Decade	5:34

Die Kompositionen stammen von Mario Rom, außer "You'll Find Me No More" von Lukas Kranzelbinder.

## Rezeption

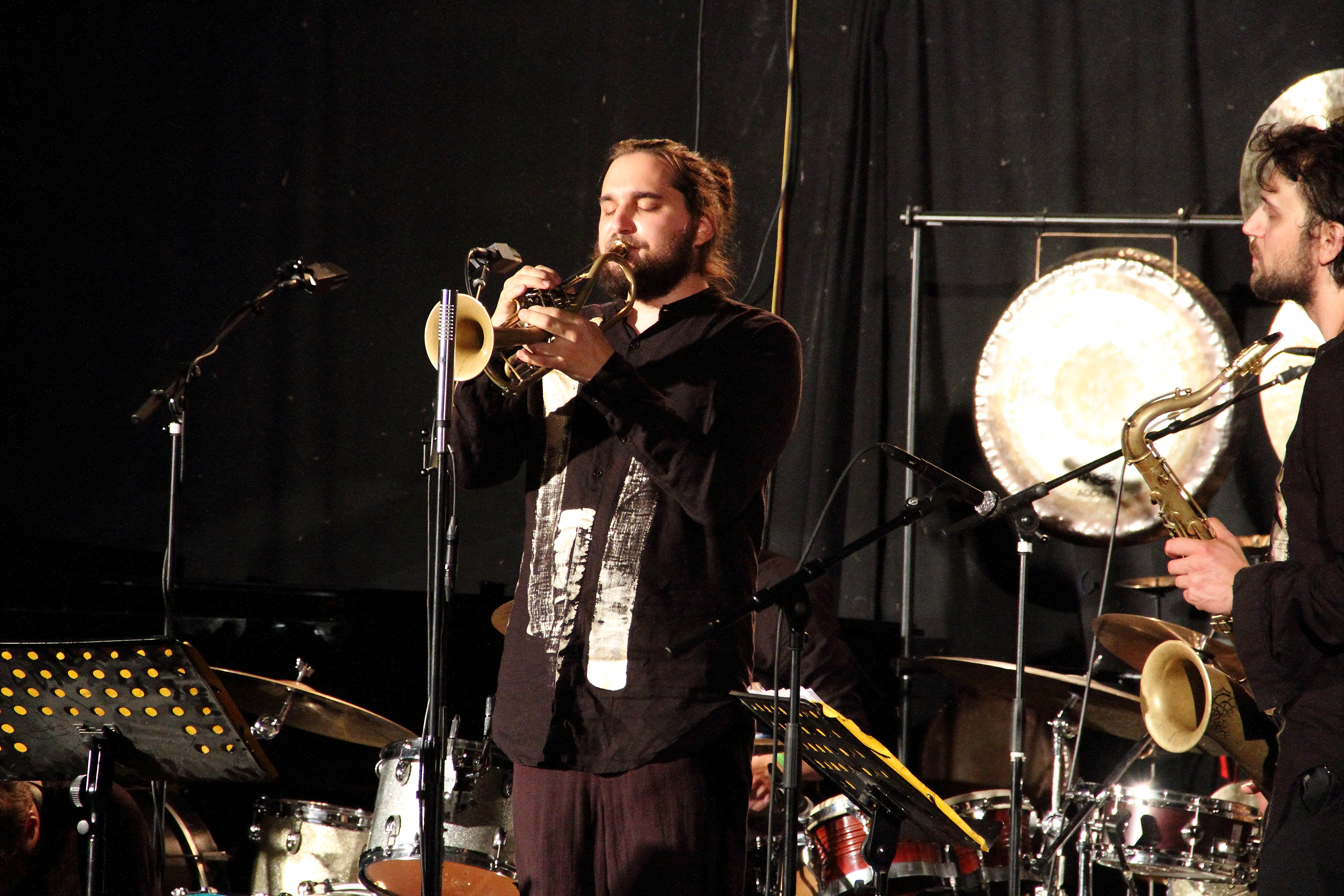
Mario Rom bei einem Auftritt mit Lukas Kranzelbinders Shake Stew auf dem INNtöne Jazzfestival 2017.

Thomas Conrad schrieb in Stereophile, bei Trompeten- und Saxophontrios weise die minimale Instrumentierung der Rhythmusgruppe mehr Verantwortung und in der Regel mehr Soloraum zu. Doch bei Interzone treten Bassist Lukas Kranzelbinder und Schlagzeuger Herbert Pirker selten solo auf. Stattdessen liefern sie eine Energiehülle, in der Rom seine Trompetenabenteuer ausführe. Im Fluss seines kreativen Prozesses kristallisiere er kontinuierlich vollständige, lebendige Ideen heraus. Er habe einen berauschenden, brillanten, blechernen Trompetenton.
Roland Spiegel wählte Eternal Fiction für den Bayerischen Rundfunk als „Jazz-Album des Monats“ aus und meinte, dies sei „Musik, die ziemlich Fahrt aufnehmen kann. Große Antriebskraft, dichter Sound. Töne, die die Ohren durchputzen und schnell in eine ganz eigene Klangwelt hineinziehen.“  Die Klänge seien wunderschöne Erfindungen voller echter Kraft; se sei „ein Trip durch hochlebendige, geist- und lustvolle, ruhige, quirlige, ständig überraschende und vermutlich unnachahmliche Momente“. Und er ende mit einem Stück, das wie eine Verneigung vor der einst revolutionären Musik des Saxophonisten Ornette Coleman klinge, wie die Inspiration aus einem anderen Jahrzehnt.
Nach Ansicht von Tony Dudley-Evans (London Jazz News) sei Interzone ein sehr integriertes und interaktives Trio; jeder Track habe ein Thema, das in eine Reihe von Improvisationen führe, die von Rom an der Trompete mit sehr starker rhythmischer Unterstützung von Kranzelbinder und Pirker ausgeführt würden. Rom zeige die Fähigkeit, ziemlich lange, attraktive Linien auf der Trompete zu entwickeln; die von ihm erzeugte Stimmung sei von Offenheit und Spontaneität, die gelegentlich in eine geheimnisvollere Atmosphäre übergehe. Das Trio spiele sehr viel als Einheit mit nur gelegentlichen Zwischenspielen mit Bass und Schlagzeug, die entweder in das Thema einleiten oder für eine kurze Duo-Passage übernehmen. Das Muster mit einer Themenaussage, die in die melodische Entwicklung des Themas führt, liege jedoch im Zusammenspiel der drei Mitglieder des Trios eindeutig im selben Terrain wie der Free Jazz von Ornette Coleman und Don Cherry.
Michael Ternal urteilte für Music Austria, dass das Dreiergespann „auch nach zehn Jahren nichts von seinem Elan und seiner Kreativität eingebüßt“ habe: „Mario Rom`s Interzone beweisen auf „Eternal Fiction“ einmal mehr all ihre herausragenden Qualitäten. Das Trio weiß einfach, wie man Jazz zu einem mitreißenden und hochgradig unterhaltsamen Erlebnis werden lässt und genau den Ton trifft, bei dem man einfach mitmuss.“
Thomas Kölsch schrieb in Jazzthetik: „Konzeptionell ist für Mario Rom’s Interzone das Ende einer Ära gekommen. Und der Auftakt zu etwas Neuem. Die Jazzuhr läutet einen Zeitenwechsel ein, von der Dekade der Wahrheit hin zur Dekade der Fiktion – und nein, mit Donald Trump hat das ausnahmsweise mal nichts zu tun.“